# Eilema plumella
Eilema plumella là một loài bướm đêm thuộc phân họ Arctiinae, họ Erebidae.